# Шумунда
Шуму́нда (рос. Шумунда) — село у складі Киринського району Забайкальського краю, Росія. Адміністративний центр Шумундинського сільського поселення.

## Населення
Населення — 166 осіб (2010; 193 у 2002).
Національний склад (станом на 2002 рік):
- росіяни — 99 %